# Pangasius conchophilus
Pangasius conchophilus es una especie de peces de la familia Pangasiidae en el orden de los Siluriformes.

## Morfología
• Los machos pueden llegar alcanzar los 120 cm de longitud total.

## Alimentación
Los ejemplares inmaduros se alimentan de  gambas e insectos, mientras que los adultos también comen moluscos.

## Distribución geográfica
Se encuentran en Asia: cuencas de los ríos Mekong y Chao Phraya.

## Valor comercial
Se comercializa fresco.